# Penaherreraus pubicornis
Penaherreraus pubicornis là một loài bọ cánh cứng trong họ Cerambycidae.